# Cimetière communal des Lilas
Le cimetière communal des Lilas, est un cimetière se trouvant rue de l'Égalité aux Lilas en Seine-Saint-Denis. 

## Historique
La ville des Lilas est née le 27 juillet 1867, de terres prises aux communes voisines : Pantin, Romainville et Bagnolet. Tout y était à créer, y compris le cimetière.
Il est construit sur un terrain dont la partie nord est située sur une exploitation à ciel ouvert de première masse de gypse, remblayée sur une épaisseur de quinze à vingt mètres. La première concession de ce cimetière a été octroyée un an plus tard, en 1868.
Il a été agrandi en 1899.

## Description
Le cimetière communal des Lilas est circonscrit par la rue de la Convention, la rue de l'Égalité et l'avenue Faidherbe.
Un carré militaire commémore les morts de la Première et de la Seconde Guerres mondiales, tombés au champ d'honneur,.

### Monument aux Morts

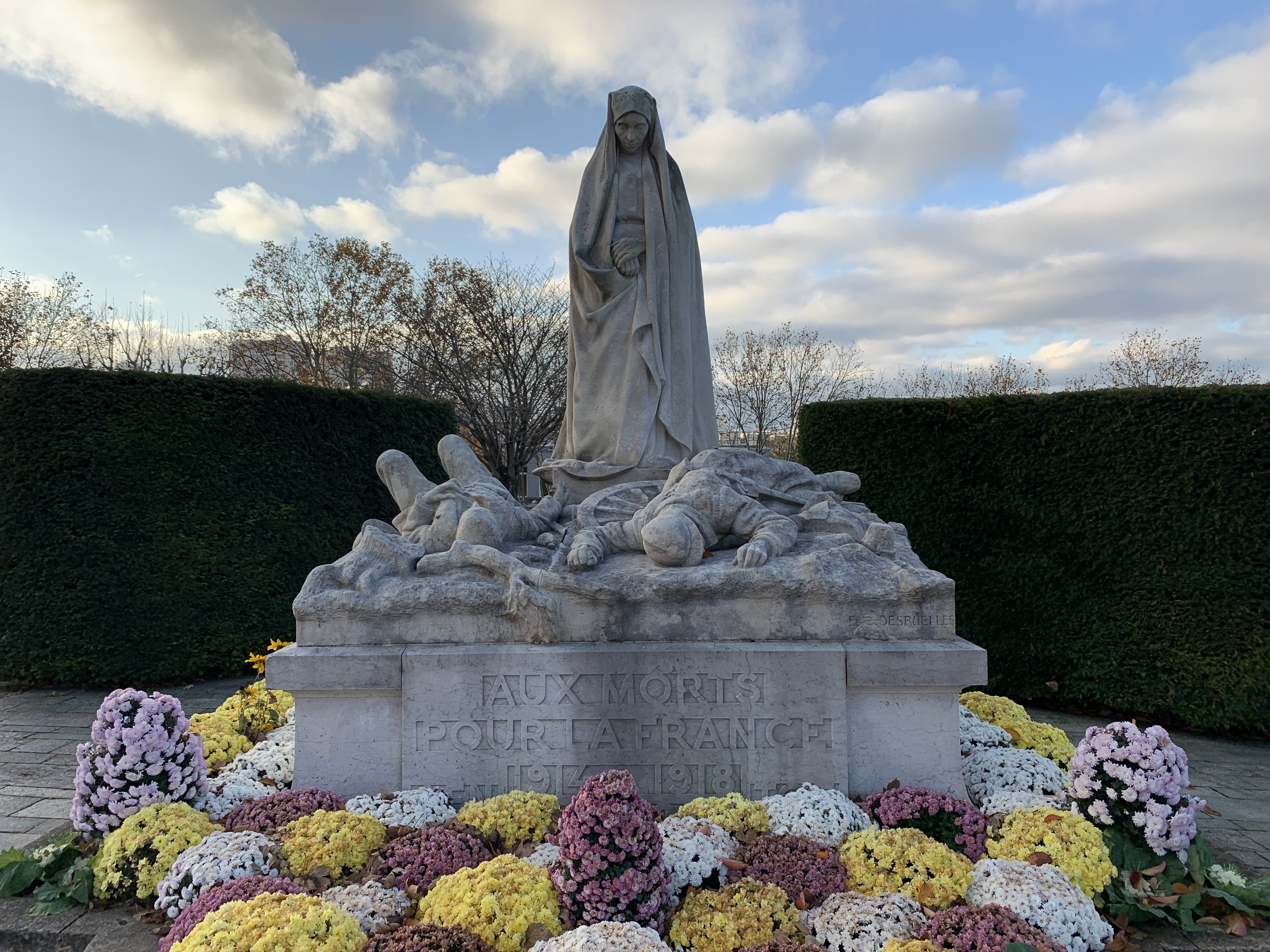
Le monument aux morts des Lilas.

Dans le cimetière, a été édifié en 1919, sur la décision du maire Eugène Ducros, un Monument aux Morts, réalisé par le sculpteur Félix-Alexandre Desruelles en 1924, et portant l'inscription « Aux morts pour la France ». Contrairement à la plupart des monuments de ce type, exaltant les valeurs militaires de sacrifice et de bravoure, celui-ci exprime la douleur d'une femme s'inclinant sur des cadavres de soldats. 
Implantée au milieu de l'allée centrale, cette œuvre tourne volontairement le dos au carré militaire, et pour cette raison est parfois considérée comme un monument aux morts pacifiste. Il est inauguré le 29 mars 1925 par le général Nollet.
Les conflits ultérieurs auxquels la France a participé ont pris leur tribut de héros et de victimes, et de nouvelles inscriptions lui font maintenant commémorer, outre ceux de 1914-1918, les morts de 1939-1945 et de l'AFN-Algérie (1954-1962).

### Génocide arménien
Érigé en 2000, il s'y trouve aussi un monument commémorant le génocide arménien, réalisé par le sculpteur David Erevantzi. Il s'agit d'une stèle de bronze, évoquant l'iconographie religieuse arménienne.

## Personnalités

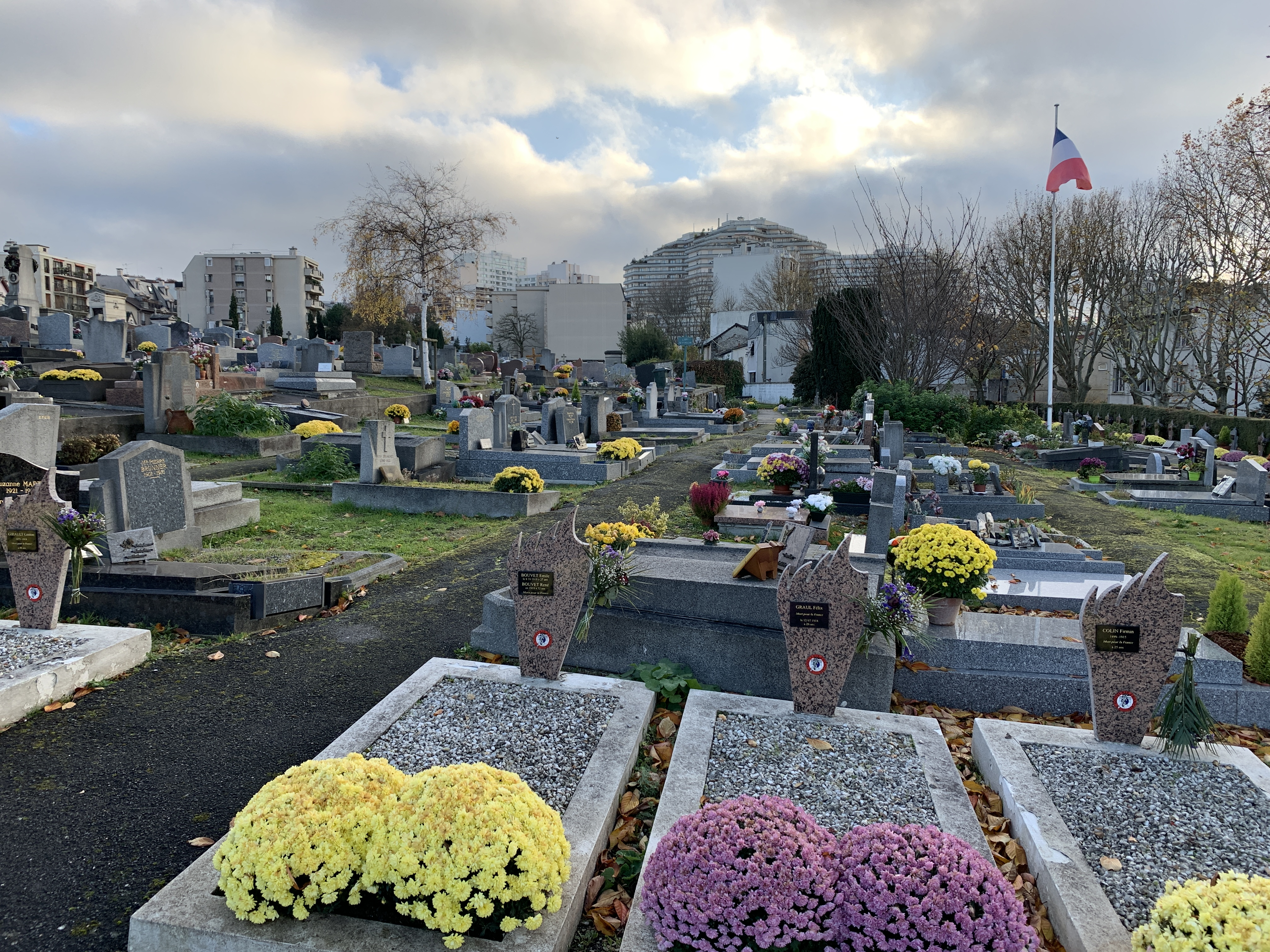
Le carré militaire et le drapeau.

- Edmond Henri Becker (1871-1971), joailler[13],
- La résistante Francine Fromond (1917-1944), fusillée le 5 août 1944 dans la prison de Fresnes[14],
- Le peintre Jef Gravis (1938-2015)[15],
- L'écrivain Paul de Kock (1793-1871), avec son épouse Marguerite Élise Souhaut[16],
- L'acteur Mabô Kouyaté (1989-2019),
- Les frères sculpteurs Mathurin (1822-1912)[17],[18] et Auguste Moreau (1834-1917)[19],
- L'acteur Jean Yanne (1933-2003), de son nom d'État-Civil Jean Gouyé[20]. Il est inhumé dans la tombe de ses parents[21],
- Le comédien Jean Yonnel (1891-1968).